# Fakhriddin Madkamov
Fakhriddin Madkamov (tadzjikiska: Фахриддин Мадкамов), född 14 januari 2000, är en tadzjikisk simmare.

## Karriär
Vid kortbane-VM 2016 i Windsor slutade Madkamov på 91:a plats på 50 meter bröstsim och på 103:e plats på 50 meter fjärilsim. Vid kortbane-VM 2018 i Hangzhou slutade han på 82:a plats på 50 meter fjärilsim och på 73:e plats på 100 meter fjärilsim. Madkamov var även en del av Tadzjikistans kapplag som slutade på 40:e plats på 4×50 meter mixed frisim och på 43:e plats på 4×50 meter mixed medley.
Vid kortbane-VM 2021 i Abu Dhabi slutade Madkamov på 70:e plats på 50 meter fjärilsim och på 80:e plats på 100 meter fjärilsim. Vid VM 2022 i Budapest slutade han på 77:e plats på 50 meter frisim och på 61:e plats på 50 meter fjärilsim. Vid VM 2023 i Fukuoka slutade Madkamov på 98:e plats på 50 meter frisim och på 72:a plats på 50 meter fjärilsim. Vid VM 2024 i Doha slutade han på 91:a plats på 50 meter frisim och på 51:a plats på 50 meter fjärilsim.
Madkamov tävlade för Tadzjikistan vid olympiska sommarspelen 2024 i Paris, där han blev utslagen i försöksheatet på 50 meter frisim och slutade på totalt 56:e plats.